# Сабуров, Алексей Иванович
Алексей Иванович Сабуров (1799—1875) — российский генерал от кавалерии, член Совета Главного управления государственного коннозаводства.

## Биография
Родился в 1799 году, происходил из дворян Тамбовской губернии. Получил домашнее образование.
17 декабря 1816 года произведён из юнкеров в прапорщики лейб-гвардии Конно-егерского полка.
В 1831 году в чине капитана принимал участие в подавлении восстания в Польше и за боевые отличия был награждён орденами св. Владимира 4-й степени с бантом и св. Анны 2-й степени с императорской короной, а также золотой саблей с надписью «За храбрость».
7 декабря 1834 года, с производством в полковники, назначен командиром 1-го дивизиона лейб-гвардии Драгунского полка, с 16 февраля 1837 года командовал Елисаветградским гусарским полком.
27 июня 1843 года Сабуров был назначен исправляющим должность инспектора ремонтирования кавалерии Гвардейского корпуса и 8 сентября того же года получил чин генерал-майора, утверждён в занимаемой должности 17 апреля 1846 года. 30 августа 1855 года произведён в генерал-лейтенанты. С 11 февраля 1861 года являлся членом совета Главного управления государственного коннозаводства. 13 апреля 1875 года произведён в генералы от кавалерии.
Скончался 5 сентября 1875 года.

## Семья
Алексей Иванович Сабуров был женат на двоюродной сестре, Елизавете Михайловне — родной сестре Н. М. Сатина; у них был сын Александр и пять дочерей.

## Награды
- Орден Св. Владимира 4-й степени с бантом (1831)
- Золотая сабля с надписью «За храбрость» (22 августа 1831)
- Орден Св. Анны 2-й степени (6 ноября 1831, императорская корона к ордену пожалована 15 января 1832)
- Польский знак отличия за военное достоинство 4-й степени (1832)
- Орден Св. Станислава 3-й (2-й) степени (6 декабря 1836, императорская корона к ордену пожалована в 1842)
- Орден Св. Владимира 3-й степени (12 сентября 1839)
- Орден Св. Георгия 4-й степени (3 декабря 1839, за беспорочную выслугу 25 лет в офицерских чинах, № 5931 по кавалерскому списку Григоровича — Степанова)
- Орден Св. Станислава 1-й степени (22 ноября 1844)
- Орден Св. Анны 1-й степени (6 декабря 1847, императорская корона к ордену пожалована 17 декабря 1850)
- Орден Св. Владимира 2-й степени (1853)
- Орден Белого орла (1859)
- Орден Св. Александра Невского (28 марта 1866, алмазные знаки к ордену пожалованы 19 марта 1871)
- Знак отличия беспорочной службы за L лет (22 августа 1873)